# Cratere Velázquez
Velázquez  è un cratere sulla superficie di Mercurio.